# Moving Anthropology Student Network
Moving Anthropology Student Network (MASN) este o platformă de comunicare independentă ce facilitează conectivitatea și creativitatea în domeniul antropologiei. Termenul de „Student” trebuie înțeles într-un sens mai larg. Astfel, rețeaua MASN este deschisă tuturor celor ce sunt interesați de antropologia socială/culturală și care ar dori să își împărtășească experiența în domeniu, cu scopul de a promova un proces mutual de asimilare a cunoștințelor: Inițiat în 2005 ca o rețea de și pentru studenți din toată lumea, azi facilitează întâlniri ale studenților și profesioniștilor în domeniu în cadrul conferințelor anuale MASN. Acestea se derulează în fiecare an în țări diferite, având, de fiecare dată organizatori diferiți. Ideea principală este aceea de a crea și susține schimbul de experiență și cunoștințe, bazându-se atât pe interacțiunea față-în-față cât și pe cea mediată de internet. Aceasta din urmă este reprezentată de o pagină de internet ce pune la dispoziția utilizatorilor spații pentru discuții, posibilități de postare și un calendar al evenimentelor.
Încă de la început, inițiatorii MASN-ului au avut în vedere dezvoltarea cât mai deschisă a rețelei pentru a facilita libertatea de mișcare în            rândul oamenilor și a ideilor implicate. Eforturile au fost îndreptate spre asigurarea spațiului(real-prin conferințele anuale și virtual-prin   crearea siteului) astfel încât dinamica evenimentelor organizate să capete noi direcții de dezvoltare.

Astăzi, MASN pune în legătură câteva sute de antropologi și oameni interesați de probleme antropologice din peste 60 de țări. Pagina de internet, împreună cu grupurile formate acolo, reprezintă conexiunile virtuale ce oferă discuții și informații membrilor săi - fapt ce nu doar susține, ci și definește rețeaua.

## Conferințele MASN
În afară de interacțiunile din spațiul virtual, conferințele MASN sunt obiectul central al acestei rețele. Organizate în totalitate de grupuri locale, acestea urmăresc stabilirea cadrului de interacțiune față-în-față dintre participanți. Proiecte de cercetare, proiecte finalizate sau în curs de desfășurare, abordate din diferite unghiuri și perspective, se materializează în prezentări, discuții la masa rotundă, workshopuri sau în alte tipuri de evenimente. Primele 9 conferințe MASN s-au desfășurat pe tot cuprinsul Europei: Austria, Croația(2x), Polonia(2x), Germania, Italia, Slovenia, Irlanda. Selecția lucrărilor participante, cazarea, programele extracuriculare și finanțarea au fost coordonate de „tineri studenți” pentru „tineri studenți” fără existența vre unei structuri ierarhice prestabilite.

1st MASN-Conference "Connecting Europe - Transcending Borders"
03. - 06.November 2005, Ottenstein, Austria

2nd MASN Conference "Anthropology in Action"
2006, Opatija, Croatia

3rd MASN Conference "Acting upon Reality:",
18. - 22. April 2007, Łopuszna, Poland

4th MASN Conference "Exploring Anthropology: Perspectives on Interactions, Changes & Challenges",
07. - 11. November 2007, Blaubeuren, Germany

5th MASN Conference "Empowering Anthropology"
04. - 09. May 2008, Siena, Italy

6th MASN conference “Boundaries, Borders and Frontiers”,
19. - 24. August 2008, Osilnica, Slovenia

7th MASN Conference "Human rights and ethics in antropological perspective":
24.-28. March 2010, Krzyżowa, Poland

8th MASN Conference "Anthropological Trajectories" Arhivat în 14 iulie 2011, la Wayback Machine.:
20. - 22. August 2010, Maynooth, Ireland

9th MASN Conference "WHAT ARE WE DOING? multiple roles, uses and influences of anthropology in contemporary society":
2. - 6. May 2011, Ludbreg, Croatia

10th MASN Conference "Being Consciousness - from Knowledge and Knowing to Consciousness"
6. - 10. June 2012, Kautzen, Austria